# 沁河北站
沁河北站是位于河南济源市尚庄镇的一个铁路车站，邮政编码454662。车站建于1969年，有焦柳铁路经过该站，现办理客运货运业务。车站距离月山站31公里，隶属郑州铁路局，是四等站，本站及相邻上下行区间均为电气化区段。